# Milan Timko
Milan Timko (Prešov, 28 novembre 1972) è un ex calciatore slovacco, di ruolo centrocampista.

## Carriera

### Nazionale
Esordisce il 6 agosto 1997 contro la Svizzera (1-0).

## Palmarès

### Club

#### Competizioni nazionali
- Campionato slovacco: 1

Slovan Bratislava: 1998-1999
- Coppa di Slovacchia: 1

Slovan Bratislava: 1998-1999
- Coppa di Turchia: 1

Kocaelispor: 2001-2002